# Теодорос Турлендес
Теодорос Турлендес (на гръцки: Θεόδωρος Τουρλεντές) е гръцки революционер, деец на Гръцката въоръжена пропаганда в Македония от началото на XX век.

## Биография
Роден е в 1884 година в село Русванага, днес Периволия край Мегалополи, Пелопонес, Кралство Гърция. Завършва гимназия в Мегалополи, след което започва да учи право в Атинския университет. В трети курс напуска университета и постъпва на служба в гръцката армия като сержант (лохиас). Служи във Втори артилерийски полк, под командването на лейтенант Константинос Мазаракис, който е видна фигура в гръцкия Македонски комитет и помощник на Павлос Мелас. Мазаракис го привлича към гръцката пропаганда в Македония и е обявен за капитан от първи ред. През май 1907 година под командването на Мазаракис навлиза в Македония и действа в областта на Ениджевардарското езеро срещу четите на Апостол Петков. В началото на юли 1907 година е поставен за подвойвода в малката чета на Димитър Гоголаков. На 13 юли 1907 година Гоголаков заедно Турлендес и тримата си четници – Янис Урдас, Михалис Узунис, Николаос Панайоту – влиза в сярската махала Долна Каменица и се установява в къщата на свещеник в църквата „Благовещение Богородично“, но е предаден от българина Дико на турските власти. Каменица е обкръжена от турска войска и нередовни части. Гоголаков с четниците си се барикадира в камбанарията на църквата и оказва петчасова съпротива. Турлендес и Узунис загиват, Гоголаков се самоубива, а Панайоту и Урдас са ранени и пленени и на 2 декември 1907 година осъдени на смърт и обесени.